# Yofortierita
La yofortierita és un mineral de la classe dels silicats, que pertany al grup de la palygorskita. Rep el seu nom en honor de Yves Oscar Fortier (1914-2014), director del the Geological Survey of Canada (1964-1973), per les seves moltes contribucions a les ciències geològiques canadenques.

## Característiques
La yofortierita és un silicat de fórmula química Mn₅Si₈O20(OH)₂·8-9H₂O. Va ser aprovada com a espècie vàlida per l'Associació Mineralògica Internacional l'any 1974. Cristal·litza en el sistema monoclínic. Acostuma a trobar-se en forma de cristalls radials.
Segons la classificació de Nickel-Strunz, la yofortierita pertany a «09.EE - Fil·losilicats: xarxes tetraèdriques de 6-enllaços connectades per xarxes i bandes octaèdriques» juntament amb els següents minerals: bementita, brokenhillita, pirosmalita-(Fe), friedelita, pirosmalita-(Mn), mcgil·lita, nelenita, schal·lerita, palygorskita, tuperssuatsiïta, windhoekita, falcondoïta, loughlinita, sepiolita, kalifersita, gyrolita, orlymanita, tungusita, reyerita, truscottita, natrosilita, makatita, varennesita, raïta, intersilita, shafranovskita, zakharovita, zeofil·lita, minehil·lita, fedorita, martinita i lalondeïta.

## Formació i jaciments
Es troba en filons en pegmatites, on sol trobar-se associada a altres minerals com: serandita, polilitionita, microclina, eudialita, analcima, albita i aegirina. Va ser descoberta l'any 1974 a la pedrera Poudrette, al Mont Saint-Hilaire, La Vallée-du-Richelieu RCM (Montérégie, Quebec, Canadà).